# Калашник Микола Федорович
Кала́шник Мико́ла Фе́дорович (29 серпня 1940, Сміла) — український художник, живописець. Член Національної Спілки художників України (1982).

## Біографія
Микола Федорович Калашник народився 29 серпня 1940 року у місті Сміла Черкаської області. У 1970 році закінчив Київський державний художній інститут, де навчався у К. Трохименко, В. Костецького, Т. Яблонська.
Твори Миколи Калашника зберігаються в Третьяковській галереї (Москва, РФ), Херсонському та Сумському музеях.
Живе та працює в Києві.